# Ужас на глубине 9 миль
«Ужас на глубине 9 миль» — фильм ужасов 2009 года, основанный на мистификации «Колодец в ад», городском мифе, появившемся в начале 1990-х годов. Этот миф связан с Кольской сверхглубокой скважиной. Мистификация утверждала, что российские учёные пробурили скважину так глубоко, что прорвались в ад и записали крики проклятых, исходящие из глубины.
Фильм стал последним художественным фильмом для сценариста Эверетта де Роша. Картина является международным совместным продуктом Великобритании, Венгрии и США.
По сюжету, ученые обнаруживают в пустыне таинственную пещеру на глубине 9 миль под землей. В надежде найти там первоисточник жизни или новую ее форму, неизвестную науке, они создают исследовательский центр над этой глубинной экосистемой. Они пробиваются сквозь тонны грунта, но связь с учёными неожиданно обрывается, и на место исследований прибывает эксперт по военной безопасности, чтобы исследовать причины этого внезапного молчания.

## В ролях
| Актёр             | Роль              |
| ----------------- | ----------------- |
| Эдриан Пол        | Томас Джекман     |
| Кейт Наута        | Доктор Кристенсен |
| Энтони Уоллер     | профессор Борман  |
| Аманда Даг        | Кэт               |
| Мередит Остром    | Сьюзен            |
| Аркадий Голубович | Алекс             |

## Процесс съёмок
О начале подбора актёров было объявлено в мае 2002 года. Съёмки закончились в мае 2008 года.

## Критика
Марк Л. Миллер из «Ain’t It Cool News» назвал фильм «Чертовски приятным сюрпризом», который воплотил свою многообещающую концепцию.